# А-Естрада
А-Естрада (гал. A Estrada, ісп. La Estrada) — муніципалітет в Іспанії, у складі автономної спільноти Галісія, у провінції Понтеведра. Населення — 21 880 осіб (2009).
Муніципалітет розташований на відстані близько 470 км на північний захід від Мадрида, 31 км на північний схід від Понтеведри.

## Демографія
Динаміка населення (INE ):

## Галерея зображень

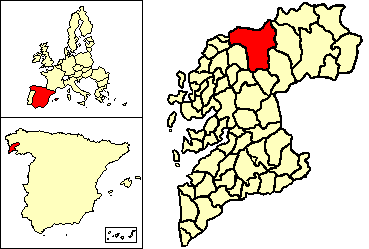
Розташування муніципалітету
Фотографії місцевості
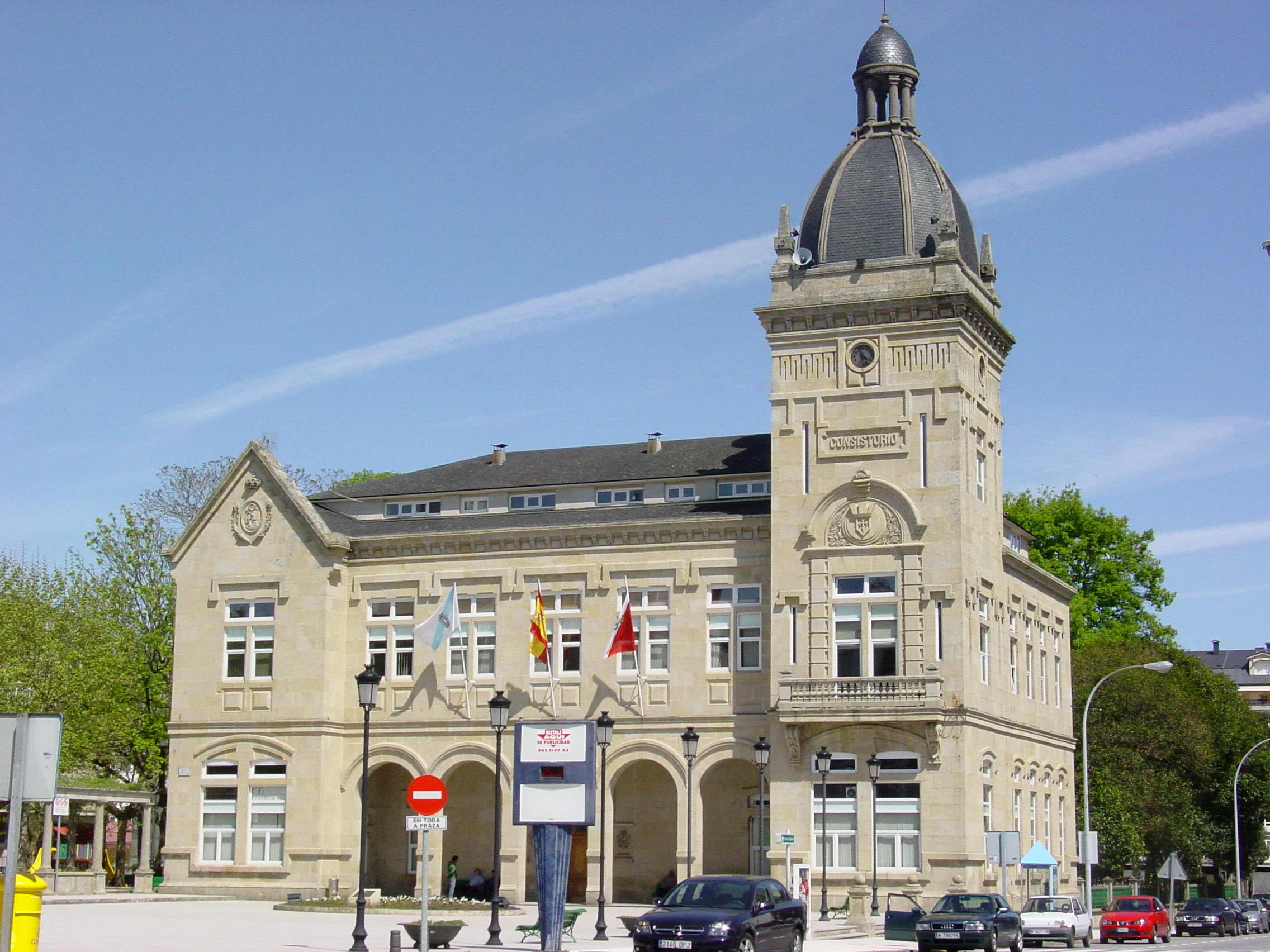
Муніципальна рада